# Římskokatolická farnost Sušany
Římskokatolická farnost Sušany (lat. Zuscha) je zaniklá církevní správní jednotka sdružující římské katolíky v Sušanech a okolí. Organizačně spadala do krušnohorského vikariátu, který je jedním z deseti vikariátů litoměřické diecéze.

## Historie farnosti
Již v roce 1356 se zde nacházela plebánie. Matriky jsou v místě vedeny od roku 1690. Od roku 1777 se Sušany staly expoziturou farnosti Blažim.
Farnost existovala do 31. prosince 2012 jako součást jirkovského farního obvodu. Od 1. ledna 2013 zanikla sloučením do farnosti děkanství Jirkov.

### Duchovní správcové vedoucí farnost
Začátek působnosti jmenovaného v duchovní správě farnosti od:
- 1357   Joannes
- 1777   cap. loc. Ioann. Seyde
- 1794   cap. exposit. Ioann. Luger
- 1800   cap. exposit. Jos. Watzka, † 21. 1. 1820
- 1807   cap.exposit. Bernardin. Fritsch, n. 20. 5. 1765 Chlumec, o. 26. 7. 1791
- 1808   cap. exposit. vacat
- 1810   cap. exposit. Petr. Sieffert
- 1811   cap. exposit. Christ. Werner
- 1815   cap. exposit. Franc. Tschuschner, n. 5. 2. 1783 Nemelkavicens., o. 30. 8. 1808, † 14. 11. 1823
- 1820   cap. exp. Ignat. Vogel, n. 28. 2. 1784 Rudelsdorfens, 31. 8. 1807, † 23. 2. 1835
- 1824   cap. exp. Wenc. Haidler, n. 24. 2. 1787 Klösterle., o. 30. 8. 1810, † 1. 3. 1836
- 1826   cap. exp. Wenc. Dobitzer, n. 14. 8. 1791 Laun, o. 15. 8. 1816
- 1828   cap. exp. Ioann. Waitzenecker, n. 21. 7. 1793 Kaaden, o. 14. 8. 1816, † 6. 7. 1869
- 1837   cap. exp. Joann. Pinnert, n. 16. 4. 1788 Kaaden, o. 21. 8. 1814, † 20. 8. 1850
- 1842   cap. exp. Franc. Ehm, n. 22. 10. 1808 Maschav., o. 28. 9. 1832, † 7. 10. 1855
- 1843   cap. exp. Anton. Kral, n. 28. 1. 1808 Reichen,  o. 28. 9. 1832
- 1850   cap. exp. Car. Dittrich, n. 25. 7. 1813 Bezdik., o. 3. 8. 1837, † 15. 10 1893
- 1852   cap. exp. Car. Seyss, n. 4. 11. 1819 Neumark., o. 15. 11. 1842, † 12. 5. 1902
- 1853   cap. exp. Felix Lischka, n. 18. 11. 1817 Pladens., o. 15. 3. 1843, † 29. 7. 1860
- 1860   cap. exp. Adalb. Kropsbauer, n. 17. 8. 1821 Alpens. Glöklberg, o. 25. 7. 1846, † 12. 3. 1886
- 1862   cap. exp. Jos. Tschochner, n. 11. 8. 1820 Mohr, o. 4. 7. 1848, † 26. 3. 1895
- 1864   cap. exp. Jos. Nittel, n. 23. 1. 1827 Bokwens., o. 25. 7. 1851, † 29. 6. 1877
- 1869   cap. exp. vacat
- 1870   cap. exp. Joann. Kutschera, n. 26. 12. 1831 Leipa, o. 26. 7. 1858, † 5. 7. 1896
- 1878   cap. exp. Franc. Pflanzer, n. 19. 11. 1832 Horažďovic., o. 2. 8. 1863, † 14. 12. 1889
- 1879   cap. exp. vacat
- 1892   cap. exp. Max. Ostermann, n. 30. 1. 1864 Wegstädtl, o. 27. 5. 1888, † 18. 3. 1896
- 1895   cap. exp. Franc. Židlický, n. 5. 7. 1867 Voseček, o. 12. 10. 1890, † 17. 3. 1905
- 1898   cap. exp. Josef Kazda, n. 13. 9. 1866 Jičín, o. 1. 6. 1890, † 21. 3. 1949
- 1904   cap. exp. František Drbohlav, n. 6. 8. 1870 Rovensko, o. 17. 6. 1894, † 20. 3. 1946
- 1909   cap. exp. Josef Lusk, n. 7. 8. 1870 Kašina Hora, o. 22. 7. 1894, † 19. 12. 1939
- 1914   cap. exp. Franc. Gerbl, n. 9. 5. 1878 München, o. 18. 11. 1900, † 31. 3. 1953
- 1915   cap. exp. Guil. Rudolph, n. 11. 10. 1874 Hanau (D), o. 8. 12. 1903, † 4. 6. 1951
- 1916   cap. exp. Joann. Reissig, n. 24. 6. 1874 Radis, o. 10.7 . 1898, † 7. 4. 1927
- 1925   cap. vacat, admin. exc. Joann. Wiesinger
- 1926   cap. vacat, admin. exc. Frideric. Leitelt
- 1926   cap. exp. Joann. Reissig, n. 24. 6. 1874 Radis, o. 10.7 . 1898, † 7. 4. 1927
- 1928   cap. exp. Joannes Hoidn, n. 1. 11. 1899 Sattelberg, o. 11. 7. 1926, † 10. 12. 1952
- 1939   cap. exp. Henr. Göpfert, n. 7. 11. 1914 Türmitz, o. 27. 6. 1937
- 1. 7.  1941 cap. exp. Rudolf Killian, n. 14. 4. 1910 Rüdesheim, o. 23. 1. 1938
- 1. 11. 1941 cap. exp. František Zedniček, n. 21. 8. 1910 Pont., o. 28. 6. 1936, exil 28. 8. 1946
- 1. 10. 1947   Carol. Titzler
- 1. 11. 1950   Antonín Blaha
- 1.11. 1951   Josef Hádek
- 1. 6.  1954 František Kočička
- 1.9.  1960  Vojtěch Noll
- 17.4. 1961   Adolf  Strasser
- 1.6.  1976   Pavel Jančík
- Jan Kozár
- 1. 2.   2004   Alois Heger
- 1. 2.  2005 – 31. 12. 2012 Miroslav Dvouletý, administrátor excurrendo[3]

Kromě kněží stojících v čele farnosti, působili ve farnosti v průběhu její historie i jiní kněží. Většinou pracovali jako farní vikáři, kaplani, katecheté, výpomocní duchovní aj.

## Území farnosti
Do farnosti náleželo území obcí:
- Sušany (Zuscha)[p 2]
- Vysoké Březno (Ober Priesen)[p 2]

## Římskokatolické sakrální stavby a místa kultu na území farnosti
| | Fotografie | Stavba           | Místo  | Bohoslužby                      | Zeměpisné souřadnice             | Status                                                                            | Číslo kulturní památky                      |
| Kostel | Kostel     | Kostel           | Kostel | Kostel                          | Kostel                           | Kostel                                                                            | Kostel                                      |
| --- | ---------- | ---------------- | ------ | ------------------------------- | -------------------------------- | --------------------------------------------------------------------------------- | ------------------------------------------- |
| 1. |            | Kostel sv. Marka | Sušany | bližší informace o bohoslužbách | 50°26′37″ s. š., 13°33′15″ v. d. | do 31. prosince 2012 farní kostel, poté filiální kostel farnosti děkanství Jirkov | 19392/5-766 (Pk•MIS•Sez•Obr•WD) (Q18718622) |
| Některé drobné sakrální stavby a pamětihodnosti lze dohledat zde v databázi Drobné sakrální památky Zaniklé sakrální stavby lze dohledat zde v databázi Poškozené a zničené kostely, kaple a synagogy v České republice |            |                  |        |                                 |                                  |                                                                                   |                                             |

Ve farnosti se mohou nacházet i další drobné sakrální stavby, místa římskokatolického kultu a pamětihodnosti, které neobsahuje tato tabulka.

## Galerie sakrálních pamětihodností ve farnosti

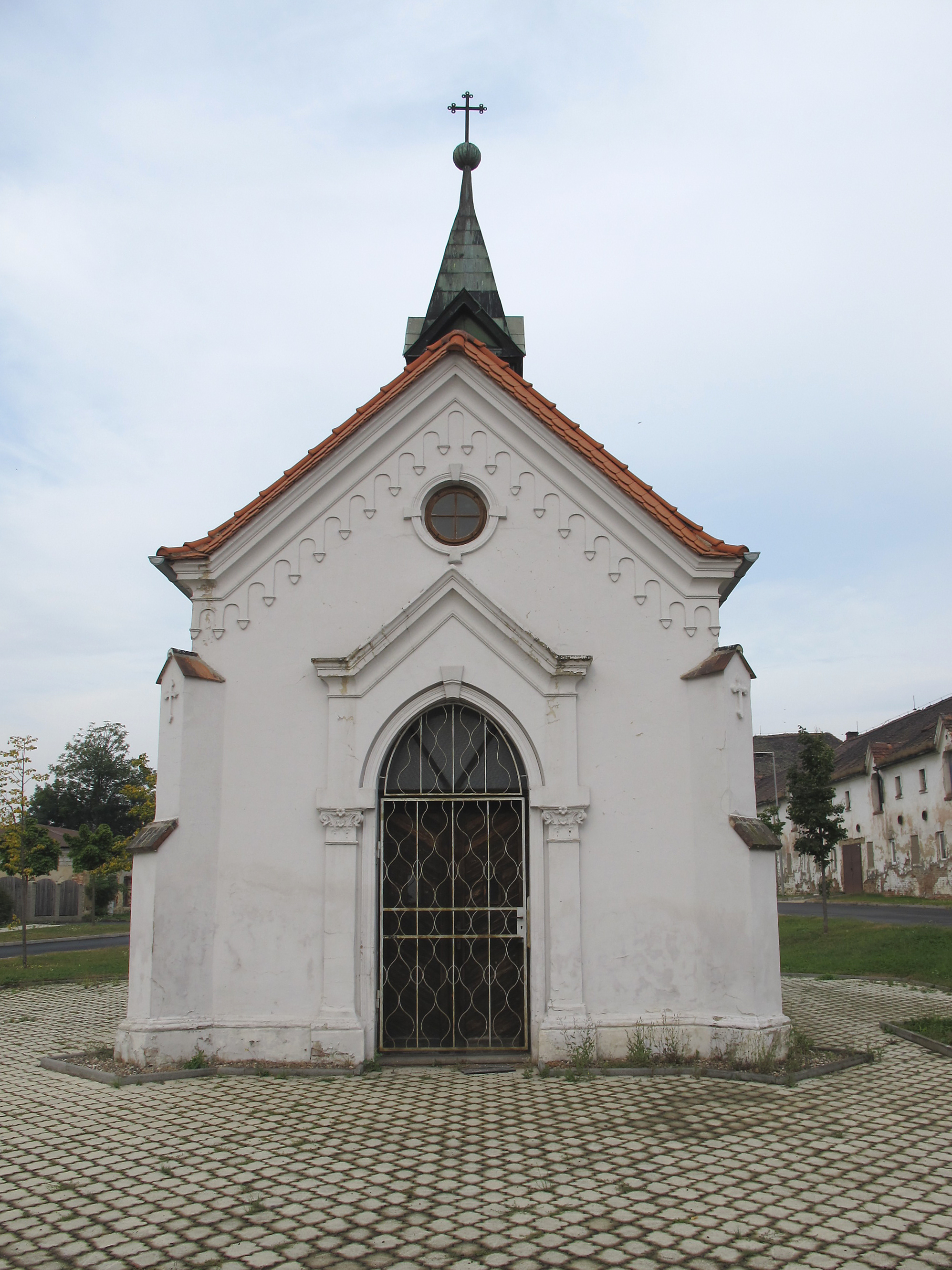
Kaplička ve Vysokém Březně
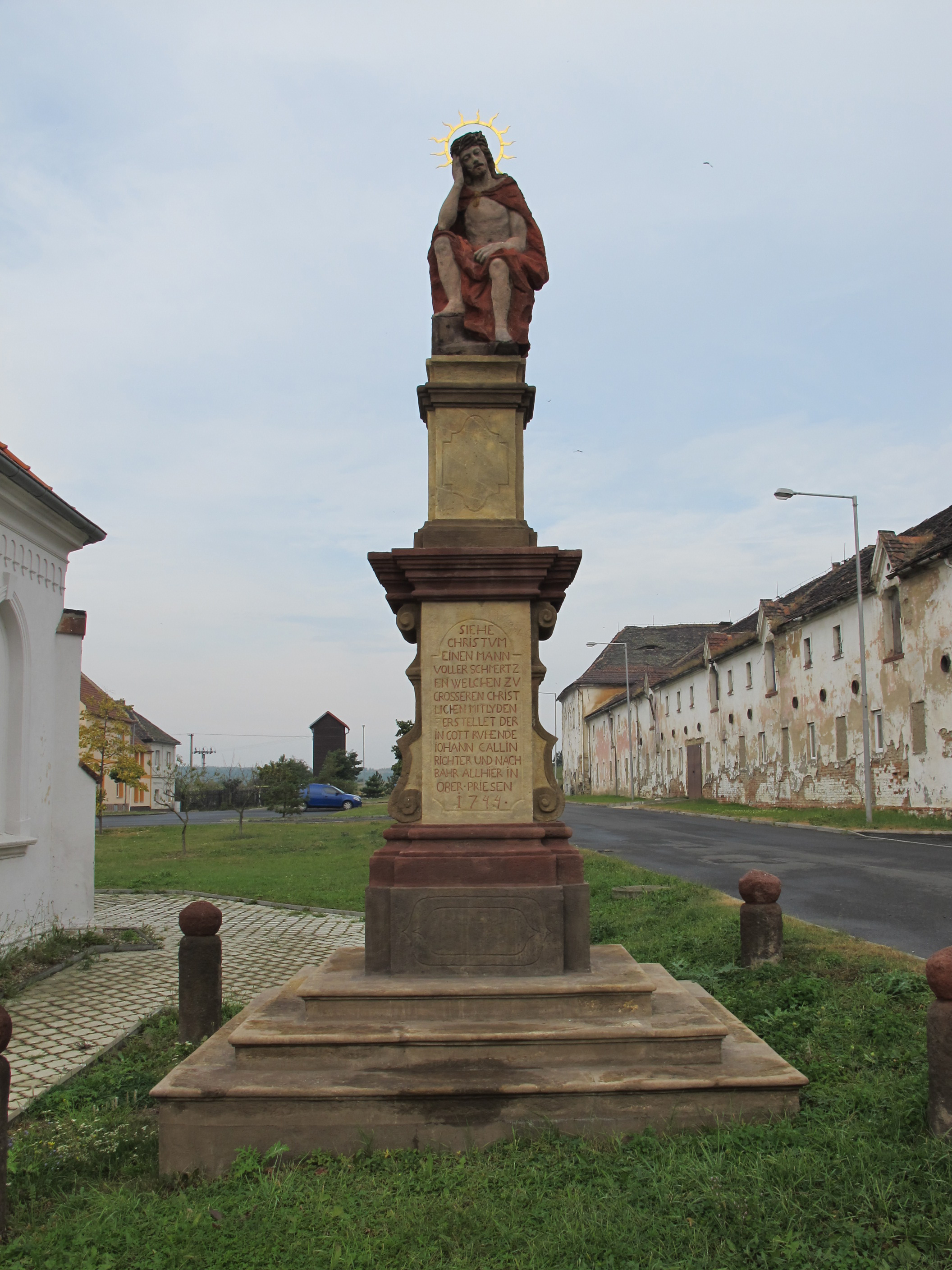
Socha Ecce Homo a Panny Marie Bolestné na návsi ve Vysokém Březně severně od kaple